# القشعمية (مكيراس)

تعديل مصدري - تعديل

القشعمية هي إحدى قرى عزلة مكيراس بمديرية مكيراس التابعة لمحافظة البيضاء، بلغ تعداد سكانها 196 نسمة حسب تعداد اليمن لعام 2004.